# Tom' (affluente della Zeja)
Il Tom' (in russo Томь?) è un fiume della Siberia Orientale, affluente di sinistra della Zeja (bacino idrografico dell'Amur). Scorre nell'Oblast' dell'Amur, in Russia. 
Il fiume ha origine sul versante occidentale dei monti Turana a un'altitudine di 797 m. Nel corso superiore ha un tipico carattere montuoso. Il letto del fiume è caratterizzato da rapide. Nel medio corso scorre nella zona pianeggiante conosciuta come bassopiano della Zeja e della Bureja. La lunghezza del fiume è di 433 km. Sfocia nel fiume Zeja, a 110 km dalla sua foce. Tra i suoi maggiori affluenti: Tašina e Aleun, ambedue provenienti dalla sinistra idrografica.
Lungo il basso corso del Tom', si trova la città di Belogorsk, un grosso nodo ferroviario della Transiberiana.